# The Treasure Train (film 1916)
The Treasure Train è un cortometraggio muto del 1916 diretto da J. Gunnis Davis (come James Davis). È l'ottantatreesimo dei 119 episodi del serial The Hazards of Helen prodotto dalla Kalem Company.

## Produzione
Il film fu prodotto dalla Kalem Company.

## Distribuzione
Distribuito dalla General Film Company, il film uscì nelle sale cinematografiche USA il 10 giugno 1916.